# Cambai (Tulung Selapan)
Cambai is een bestuurslaag in het regentschap Ogan Komering Ilir van de provincie Zuid-Sumatra, Indonesië. Cambai telt 1271 inwoners (volkstelling 2010).